# 约翰·兰纳-琼斯
约翰·爱德华·兰纳-琼斯爵士，KBE，FRS（1894年10月27日—1954年11月1日），英国数学家、理论物理学家。他被认为是计算化学和理论化学的先驱和主要奠基人之一。

## 生平简介
兰纳-琼斯本姓琼斯（Jones），1894年生于10月27日生于利，1915年毕业于曼彻斯特大学，获数学一等荣誉学位。1915年-1918年，他在第一次世界大战期间服役于英国皇家飞行队。战后继续就读于曼彻斯特大学，1922年获理学博士学位。1922-1924年间，他在拉尔夫·福勒指导下于剑桥大学三一学院攻读第二博士学位。1925年，他与凯瑟琳·玛丽·兰纳（Kathleen Mary Lennard）结婚，并在婚后将妻子的姓氏冠于本姓之前，改姓兰纳-琼斯（Lennard-Jones）；后与妻子育有一子一女。
1925年-1932年，兰纳-琼斯于布里斯托尔大学任理论物理学教授，1930年起任布里斯托尔大学理学院院长。1932年起，兰纳-琼斯供职于剑桥大学，任理论化学教授，建立了剑桥大学化学实验室的理论化学研究梯队，并于1937年任剑桥大学数学实验室（后组建为剑桥大学计算机科学系）首任主任。在剑桥期间，他还于1933年当选为英国皇家学会会士。
第二次世界大战期间，兰纳-琼斯于1939年借调至英国供应部工作，组建了弹道学计算数学家团队，并自1942年起先后担任英国供应部、科学工业研究部科学顾问等职。
1946年，战争结束后，兰纳-琼斯返回剑桥大学工作，并于同年获封大英帝国爵级司令勋位（KBE）。1948-1950年，兰纳-琼斯任英国法拉第学会主席。1953年，兰纳-琼斯因将量子力学应用于化合价理论和化合物结构分析获颁戴维奖章。同年，他离开剑桥，转任北斯塔福德郡大学学院（今基尔大学）校长。1954年，获牛津大学荣誉理学博士学位。同年11月1日，兰纳-琼斯于特伦特河畔斯托克逝世，终年60岁。

## 学术成就
兰纳-琼斯一生的学术著述不多，但颇具影响力。他在原子分子结构、化学键理论、液体性质、表面催化等方面有重要建树，并在理论化学和量子化学方面做了开创性工作。
兰纳-琼斯最广为人知的两项成果均发表在供职于布里斯托尔期间。1929年，他在论文中首次提出用原子轨道线性组合（LCAO）方法求解分子轨道；1931年，他提出了适用于惰性气体原子之间的描述分子间色散能和排斥能与作用距离的近似数值模型，即兰纳-琼斯势。